# Charles August Nichols
Pour les articles homonymes, voir Charles Nichols et Nichols.
Charles August « Nick » Nichols, né le 15 septembre 1910 à Milford (Utah) et mort le 23 août 1992 à Los Angeles (Californie), est un  animateur et réalisateur américain.

## Biographie
Charles Nichols entre comme animateur  aux studios Disney en 1935. Il travaille sur des courts métrages puis sur des longs métrages comme Pinocchio (1940). Parmi les projets auxquels il a participé : Morris the Midget Moose, Les Instruments de musique et de nombreux courts métrages avec Pluto.
Il quitte Disney en 1962 pour entrer chez Hanna-Barbera où il réalise les épisodes Les Jetson (The Jetsons) et Les Pierrafeu (The Flintstones).
Dans les années 1970, il réalise Le Scooby-Doo Show, Hong Kong Fou Fou (Hong Kong Phooey) et plusieurs séries d'animation, parmi lesquelles The Addams Family en 1973. Il est aussi crédité sous le nom Nick Nichols pour Scooby's All-Stars, la troisième saison du The Scooby-Doo Show (1978).
Avec Iwao Takamoto, il coréalise le long-métrage d'animation Le Petit Monde de Charlotte en 1973.

## Filmographie

### Comme réalisateur

#### Cinéma
- 1944 : Premiers secours
- 1944 : Le Printemps de Pluto
- 1945 : Patrouille canine
- 1945 : La Légende du rocher coyote
- 1945 : Casanova canin
- 1945 : Pluto est de garde
- 1946 : Bath Day
- 1946 : Pluto détective
- 1946 : Pluto au pays des tulipes
- 1946 : Le Petit Frère de Pluto
- 1947 : Pluto chanteur de charme
- 1947 : Rendez-vous retardé
- 1947 : Figaro and Frankie
- 1947 : Les Chiens de secours
- 1947 : Ça chauffe chez Pluto
- 1948 : Mickey et le Phoque
- 1948 : Le Protégé de Pluto
- 1948 : Pluto et Figaro
- 1948 : Pluto's Purchase
- 1948 : Bone Bandit
- 1948 : Mickey, Pluto et l'Autruche
- 1949 : Sheep Dog
- 1949 : Pluto et le Bourdon
- 1949 : Pluto's Sweater
- 1949 : Pluto's Surprise Package
- 1949 : Mickey et Pluto au Mexique
- 1950 : Morris the Midget Moose
- 1950 : Camp Dog
- 1950 : Pluto joue à la main chaude
- 1950 : Pests of the West
- 1950 : Puss Cafe
- 1950 : Primitive Pluto
- 1950 : Wonder Dog
- 1950 : Pluto and the Gopher
- 1950 : Pluto's Heart Throb
- 1951 : Le Chat, le Chien et la Dinde
- 1951 : Pluto et le Raton laveur
- 1951 : Plutopia
- 1953 : Les Instruments de musique
- 1953 : Melody
- 1953 : Mickey à la plage
- 1954 : Donald visite le Grand Canyon
- 1956 : How to Have an Accident in the Home
- 1956 : 3D Jamboree
- 1958 : 4 Artists Paint 1 Tree: A Walt Disney 'Adventure in Art'
- 1959 : How to Have an Accident at Work
- 1973 : Le Petit Monde de Charlotte

#### Télévision

##### Téléfilms
- 1984 : La Saint-Valentin (I Love the Chipmunks Valentine Special)
- 1985 : L'amour d'une mère (A Chipmunk Reunion)
- 1989 : Scooby-Doo et l'École des sorcières

##### Séries
- 1974 : Hong Kong Fou Fou
- 1975 : Momo et Ursul
- 1976 : Mantalo
- 1983 : Alvin et les Chipmunks
- 1986 : Rambo
- 1988 : Superman
- 1989 : Dink le petit dinosaure